# فراست (مینه‌سوتا)
فراست، مینه‌سوتا (به انگلیسی: Frost, Minnesota) یک شهر در ایالات متحده آمریکا است که در شهرستان فریبلت، مینه‌سوتا واقع شده‌است.

## خصوصیات
فراست ۱٫۳۷ کیلومترمربع مساحت و ۱۹۸ نفر جمعیت دارد و ۳۴۴ متر بالاتر از سطح دریا واقع شده‌است.